# Georgi Michailowitsch Gongadse
Georgi Michailowitsch Gongadse (russisch Георгий Михайлович Гонгадзе; * 20. März 1996 in Moskau) ist ein russischer Fußballspieler.

## Karriere
Gongadse begann seine Karriere bei Torpedo Moskau. Im Januar 2015 wechselte er zum Amateurklub Awenta-2000 Moskau. Im Januar 2016 schloss er sich dem Drittligisten FSK Dolgoprudny an. Für Dolgoprudny absolvierte er aber nie ein Spiel. Im Januar 2017 zog er zum ebenfalls drittklassigen Dynamo Stawropol weiter. Für Stawropol kam er zu 14 Einsätzen in der Perwenstwo PFL, ehe sein Vertrag im August 2017 aufgelöst wurde. Nach mehreren Monaten ohne Klub wechselte er im Februar 2018 zum Ligakonkurrenten Maschuk-KMW Pjatigorsk. Insgesamt spielte er für Pjatigorsk 17 Mal in der PFL.
Im August 2018 wechselte Gongadse zum Viertligisten Olimp Chimki. Mit Olimp stieg er 2019 in die PFL auf. In dieser kam er in der Saison 2019/20 bis zum COVID-bedingten Abbruch in 15 Partien zum Zug. Zur Saison 2020/21 schloss er sich dem FK SKA Rostow. In Rostow absolvierte der Angreifer 31 Partien, in denen er 17 Tore erzielte.
Zur Saison 2021/22 wechselte er zum Zweitligisten Torpedo Moskau, bei dem er einst seine Karriere begonnen hatte. Dort debütierte er im Juli 2021 gegen den FK Kuban Krasnodar in der Perwenstwo FNL. Für Torpedo spielte er viermal, ehe er den Verein bereits im August 2021 wieder verließ und sich dem Ligakonkurrenten FK SKA-Chabarowsk anschloss. In Chabarowsk kam er bis Saisonende zu 29 Zweitligaeinsätzen, in denen er zehnmal traf. Zur Saison 2022/23 wechselte Gongadse zum Erstligisten FK Fakel Woronesch. Im Juli 2022 gab er dann gegen den FK Krasnodar sein Debüt in der Premjer-Liga. In der Saison 2022/23 absolvierte er 28 Partien im Oberhaus, in denen er neun Tore erzielte.
Zur Saison 2023/24 kehrte Gongadse zum Zweitligisten Torpedo Moskau zurück.